# Liste der Freisinger Domherren
- In der nachfolgenden Liste der Freisinger Domherren sollen alle Freisinger Domherren bis zur Säkularisation zusammengestellt werden.

## A
- Johannes von Achdorf
- Ulrich von Achdorf
- Konrad von Aichelstain († 1489)
- Ulrich Aresinger

## B
- Heinrich Baruther; Domherr z. Zt. Bischofs Sixtus von Tannberg um 1473
- Franz Anton Begnudelli oder Begnudelli-Basso; Domherr von 1690–1713
- Johann Leodegar von Bodmann
- Anton Ernst von Breuner (1724–1789), Domherr seit 1741

## D
- Konrad II. Wildgraf von Dhaun; († 1279); Domherr, Propst von Isen, von 1258 bis 1279 der 26. Bischof von Freising
- Dr. Sigmund Dunstel, Domherr zugleich Pfarrer in Schwandorf 1476 – 1486[1]

## E
- Leopold Friedrich von Egkh und Hungersbach; (1696–1760); Domherr von 1722 bis 1735; ab 1758 Fürstbischof von Olmütz
- Ortolf von Eitting
- Emicho Wildgraf von Wittelsbach; Domherr seit ca. 1278; von 1283 bis 1311 der 28. Bischof von Freising
- Engelschalk; Domherr um 1160
- Kaspar Eytlinger
- Albert I. von Enn; († 1336); Dompropst ab ca. 1320; 1322–23 vom Domkapitel gewählter Bischof von Freising; 1324–1336 Bischof von Brixen

## F
- Friedrich; Propst von St. Andreas, Domschatzmeister, Domherr um 1239
- Friedrich Fraunberger
- Johann Freiberger († 1541)
- Ulrich von Friedingen; († 1358); bis 1342 Domherr; von 1356 bis 1357 Bischof von Konstanz
- Konrad IV. von Frontenhausen (1170; † 8./9. April 1226) ab 1194 Kanoniker in Passau, Dompropst in Freising und Domherr in Regensburg, ab 1204 Bischof in Regensburg

## G
- Conrad Gaymann († 1376)
- Leonhard Gessel († 1465), Domherr in Freising bis 1457, auch Domdekan und Generalvikar in Augsburg
- Johannes III. Grünwalder; (1392–1452); Domherr seit 1411; Generalvikar 1432–1443; de facto seit 1443, de jure seit 1448 der 42. (Fürst-)Bischof von Freising bis 1452, Kardinal von 1439 bis 1448

## H
- Wolfgang Hannemann (1599–1607)
- Gottfried von Hexenagger († 1314); Domherr ab ca. 1310, Domschulmeister; von 1311 bis 1314 der 30. (Fürst-)Bischof von Freising
- Eglolf von Hornpeck Domherr um 1390

## I
- Sebastian Ilsung
- Heinrich Impler Domherr seit ca. 1320; 1325 Administrator des Hochstift Freising

## K
- Ludwig von Kamerstein († 1342), 1339–42 vom Domkapitel gewählter Bischof
- Christian von Königsfeld
- Hans Wilhelm von Königsfeld, Domherr um 1606[2]

## L
- Christoph Langenmantel (1488–1538), Karmelit, Fluchthelfer Martin Luthers aus Augsburg, 1518; Erzieher des späteren Herzogs Albrecht V.
- Hans Rudolf von Leoprechting
- Damian Hugo Philipp von Lehrbach

## M
- Franz Anton Ignaz von Mayr
- Friedrich von Montalban; († 1282); Domherr vor 1279; von 1279 bis 1282 der 28. Bischof von Freising
- Uto von Montalban; Domherr, Dompropst; Onkel des Friedrich von Montalban

## N
- Jakob von Nanhofen; Domherr um 1335

## O
- Georg III. Graf von Ortenburg; (1473–1553); ab 1486 Domherr, ab 1507 Dompropst; ab 1551 kaiserlicher Rat
- Erhard der Ottenhofer

## P
- Werner Pachmayr
- Ruprecht von der Pfalz, (1481–1504); Pfalzgraf bei Rhein und Herzog von Bayern; ab 1492 Domherr; von 1495 bis 1498 der 45. (Fürst-)Bischof von Freising
- Peter II. Pienzenauer († 1432); bis 1404 Domherr; von 1404 bis 1432 Reichsprälat von Berchtesgaden
- Heinrich IV. von Polheim[3]; um 1317 Domherr; 1333 Pfarrer zu Aussee
- Friedrich (4) von Parsberg († 31. Dezember 1449); Domherrenpfründe 1412 direkt von Papst Johannes XXIII.; Friedrich (4) als Friedrich II. Bischof von Regensburg 1437–1449
- Georg (1) von Parsberg († 1414); verstorben beim Konzil zu Konstanz; begraben in St. Paul, Konstanz; Bruder von Friedrich (4) von Parsberg
- Konrad (5) von Parsberg, um 1490; ausf. Bericht über Pilgerreise nach Jerusalem 1494

## R
- Rahewin († vor 1177); Domherr ab 1156; Propst von St. Veit, Freising
- Ulrich Riederer; Domherr um 1464; kaiserlicher Rat
- Wiguläus von Rohrbach; Domherr um 1450

## S
- Conradus Sacrista; Domherr ca. 1200–1220; Verwalter des Domes
- Leutolt von Schaunberg († 1356); 1349 vom Domkapitel gewählter Bischof, resigniert 1351
- Sigismund Scheufler (1475–1522)
- Heinrich II. Schlick (* ~1400; † ~1448), von 1443 bis 1448 der 41. (Fürst-)Bischof von Freising
- Konrad III. der Sendlinger († 1322), Domherr ab ca. 1311; von 1314 bis 1322 der 31. (Fürst-)Bischof von Freising

## T
- Sixtus von Tannberg; († 1495); Domherr ab 1456; von 1473 bis 1495 der 44. (Fürst-)Bischof von Freising
- Konrad I. von Tölz und Hohenburg; († 1258); ab 1224 Domherr, Propst von Isen; von 1230 bis 1258 der 26. Bischof von Freising
- Kaspar Torrentinus
- Johann IV. Tulbeck; († 20. Mai 1476); Domherr ab 1431; von 1453 bis 1473 der 43. (Fürst-)Bischof von Freising

## W
- Diepold von Waldeck
- Gerold von Waldeck; († 1231); Domherr vor 1212; von 1220 bis 1230 der 25. Bischof von Freising, danach wieder Domherr bis 1231
- Degenhard von Weichs; seit 1379 Domherr; 1410 gewählter Bischof von Freising, 1411 resigniert
- Hans von Weyhausen

## Z
- Machtuni von Zell; Domherr ca. 1040–1050